# 马尔布埃
马尔布埃（法語：Marboué，法語發音：[maʁbwe]）是法国厄尔-卢瓦省的一个市镇，位于该省南部，属于沙托丹区。

## 地理
马尔布埃（48°6'47"N, 1°19'47"E）面积26.56 平方千米，位于法国中央-卢瓦尔河谷大区厄尔-卢瓦省，该省份为法国北部内陆省份，北起顺时针与厄尔省、伊夫林省、埃松省、卢瓦雷省、卢瓦-谢尔省、萨尔特省和奧恩省接壤。
与马尔布埃接壤的市镇（或旧市镇、城区）包括：沙托丹、弗拉塞、圣克里斯托夫、当若。

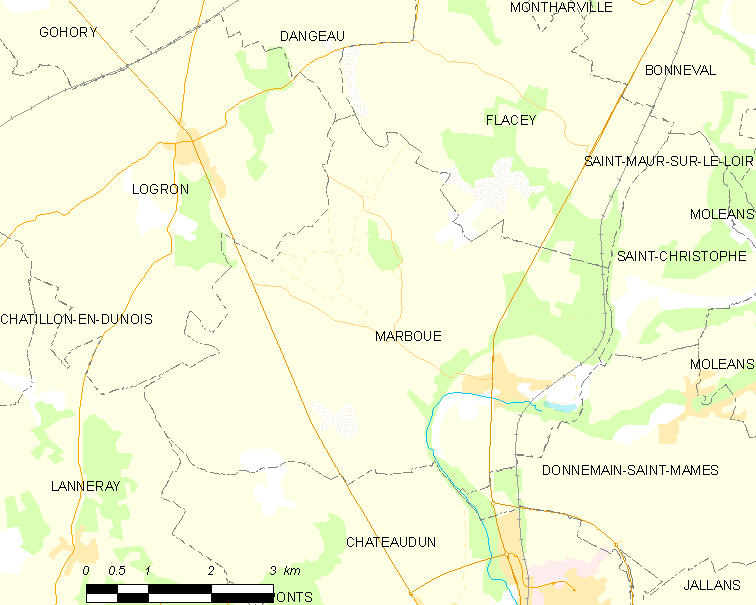
马尔布埃的OSM定位图

马尔布埃的时区为UTC+01:00、UTC+02:00（夏令时）。

## 行政
马尔布埃的邮政编码为28200，INSEE市镇编码为28233。

## 政治
马尔布埃所属的省级选区为沙托丹县。

## 人口

1962-2008年间马尔布埃人口变化图示

马尔布埃于2022年1月1日时的人口数量为1124人。